# Frederike van Balen-Klaar
Frederike Swaantje van Balen-Klaar (L'Aia, 30 aprile 1861 – Laag-Keppel, 5 febbraio 1952) è stata un'insegnante, attivista per i diritti delle donne olandese.

## Biografia
Nacque come primogenita di quattro figli dell'impiegato statale Wilhelmus Julius Klaar e di Aleida van Oort. Nel 1870 suo padre divenne sindaco di Maasdam, ma dovette poi abbandonare la carriera a causa di una quasi totale cecità. Sua madre morì di tubercolosi quando aveva dieci anni. Dopo aver frequentato la scuola locale, non ebbe opportunità di proseguire gli studi e a dodici anni si trovò a insegnare per la prima volta. Nel 1876 si trasferì a Middelburg, dove poté continuare a studiare; frequentò la locale Normaalschool (istituto di formazione per insegnanti) e iniziò a lavorare come insegnante nel 1880. Nel 1883 sposò Christiaan van Balen, che divenne direttore della scuola di De Mijl. Ebbero quattro figli, il primo dei quali morì giovane. Dopo il matrimonio, abbandonò la carriera di insegnante.

### Suffragio femminile
Lei e il marito si trasferirono a Zutphen, dove Christiaan divenne caporedattore del giornale locale. Qui Frederike si avvicinò al movimento per il suffragio femminile; dal 1898 al 1907 fu presidente della sezione locale dell'Associazione per il suffragio femminile (in olandese Vereeniging voor Vrouwenkiesrecht). Fondò inoltre un asilo infantile, precursore dell'attuale asilo nido, per sostenere le donne lavoratrici. 
Nel 1907, proseguì la sua attività per il suffragio a L'Aia; Christiaan era diventato caporedattore di Het Vaderland e lei entrò a far parte del direttivo nazionale della VVVK. Aletta Jacobs le chiese di diventare vicepresidente, fu così che lei si trovò a sostiturla in varie occasioni, ad esempio durante il viaggio mondiale di Jacobs tra il 1911 e il 1913.  
In quegli anni, la VVVK si oppose, fra l'altro, alla Tariefwet-Kolkman, che avrebbe aumentato i prezzi dei beni di consumo tramite dazi doganali. 
Fu presidente della Sala del Suffragio presso la Mostra "La Donna 1813-1913" nel 1913 e nel 1915 presentò una petizione per la parità giuridica tra uomini e donne al primo ministro Pieter Cort van der Linden.  
Nel frattempo, tenne conferenze e scrisse opuscoli e articoli, tra cui Vrouwenkiesrecht (Il diritto di voto femminile) con Aletta Jacobs. Nel 1917, fu la prima donna a entrare nella direzione nazionale della Unione Liberale e fu candidata alla Tweede Kamer, diventando una delle prime donne eleggibili alle elezioni legislative del 1918.

### Dopo l'introduzione del suffragio
Dopo l'introduzione del suffragio universale attivo nel 1919, la VVVK cambiò nome in Associazione delle Cittadine. Klaar ne divenne presidente nel 1920, ma nel 1922 lasciò l'incarico per diventare ispettrice scolastica.  
L'Unione Liberale le propose una candidatura politica, ma lei preferì tornare all'insegnamento. Tuttavia, la sua nuova carriera nel settore scolastico finì presto, poiché il nuovo governo Colijn I vietò l'esercizio della professione di ispettore scolastico alle donne sposate.
Lei rimase comunque attiva come membro del consiglio della Scuola domestica dell'Aia e fu caporedattrice della rivista In en om de Woning ("Dentro e intorno alla casa").
Suo figlio minore, Wilhelmus, pubblicò nel 1947 un libro sulla sua vita, intitolato Frederike, per il quale lei stessa scrisse la postfazione.
Trascorse gli ultimi anni della sua vita in una casa di cura a Laag-Keppel, dove morì nel 1952 all'età di quasi 91 anni.